# DR P2
DR P2 är en av Danmarks Radios kanaler, och startades 1951. Kanalen sänder klassisk musik och jazz, likt  Sveriges Radios P2. Kanalen sänder även diskussionsprogram om till exempel böcker med mera.

## Hemsida
- DR P2:s hemsida